# Alken (vogels)
De alken (Alcidae) zijn een vogelfamilie van de open zee. De familie telt 24 soorten.

## Kenmerken
Het verenkleed is grotendeels zwart van boven en wit aan de onderzijde. Ze hebben korte poten, hals en staart. Deze gedrongen zeeduikvogels hebben korte vleugels, die bij het onder water zwemmen als vinnen dienstdoen, maar om te vliegen zijn ze minder geschikt. Hun lichaamslengte varieert van 15 tot 75 cm.

## Leefwijze
Het voedsel van deze vogels bestaat uit vele soorten zeeorganismen, zoals wormen, kreeftachtigen en zelfs algen, maar de meeste soorten prefereren vis. Ze leven in groepen en broeden in kolonies, die kunnen bestaan uit miljoenen vogels.

## Verspreiding en leefgebied
Ze komen voor in de koude en gematigde streken van het noordelijk halfrond. Ze broeden meestal in kolonies op rotsige kusten.

## Instinctief gedrag
Deze vogels broeden op rotsen, wat voor de jonge vogel fatale gevolgen kan hebben. Als het 3 tot 4 weken oud is, worden het door de ouders geroepen, die onder aan de rotsen zwemmen, waarna het jong zich van de rots laat afvallen. Dit is geen probleem als het vloed is, maar bij eb zal het diertje meestal op de rotsen te pletter vallen. Het jong kan wel zwemmen, maar nog niet vliegen.

## Taxonomie
Deze familie bestaat uit tien geslachten, plus een uitgestorven geslacht:
- Geslacht Aethia (4 soorten alken)
- Geslacht Alca (1 soort: alk)
- Geslacht Alle (1 soort: kleine alk)
- Geslacht Brachyramphus (3 soorten alken)
- Geslacht Cepphus (3 soorten zeekoeten)
- Geslacht Cerorhinca (1 soort: neushoornalk)
- Geslacht Fratercula (3 soorten papegaaiduikers)
- Geslacht Ptychoramphus (1 soort: Cassins alk)
- Geslacht Synthliboramphus (5 soorten alken)
- Geslacht Uria (2 soorten zeekoeten)

### uitgestorven
- † Geslacht Pinguinus (1 soort: reuzenalk)

## afbeeldingen

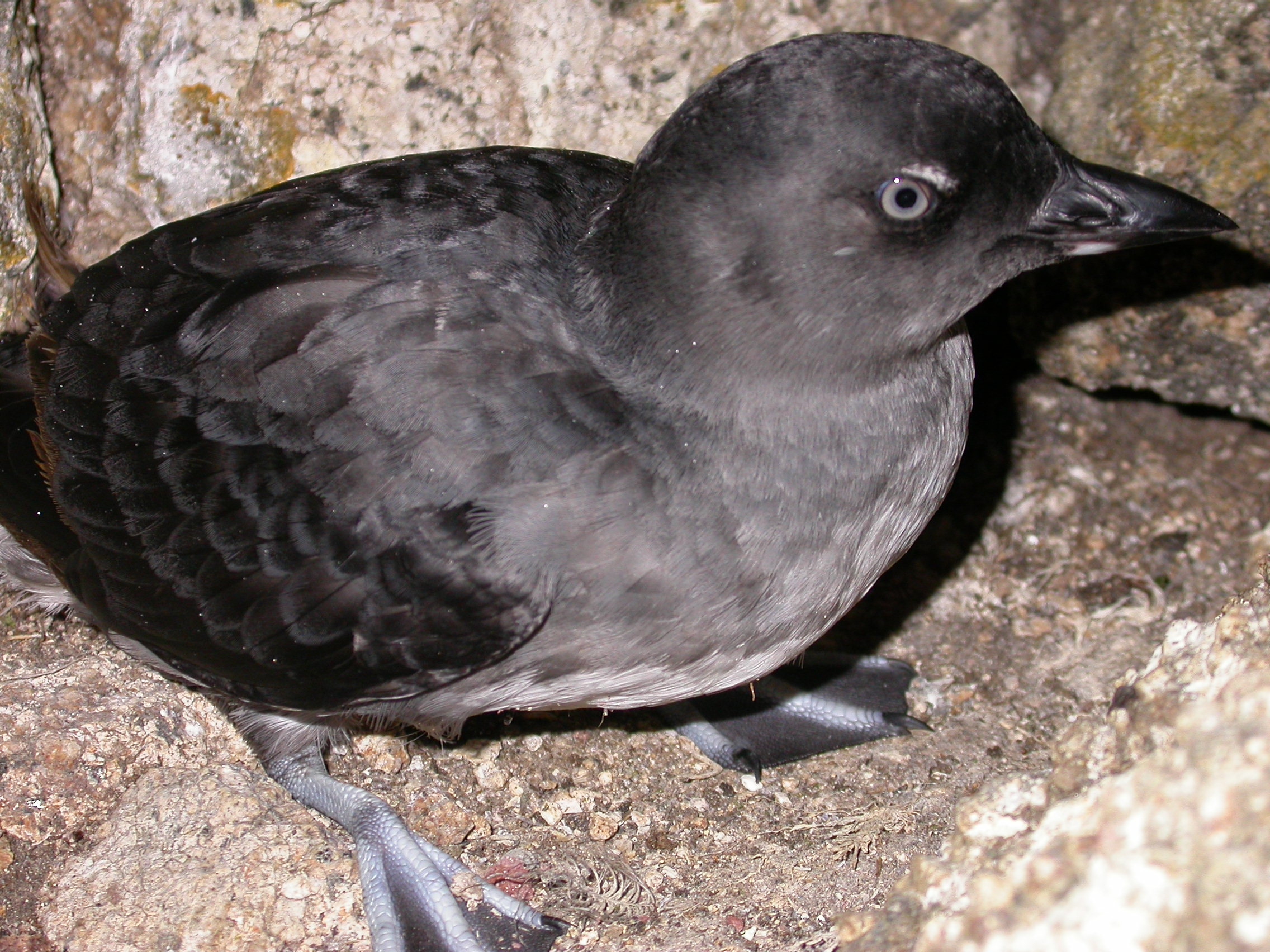
Cassins alk (Ptychoramphus aleuticus)
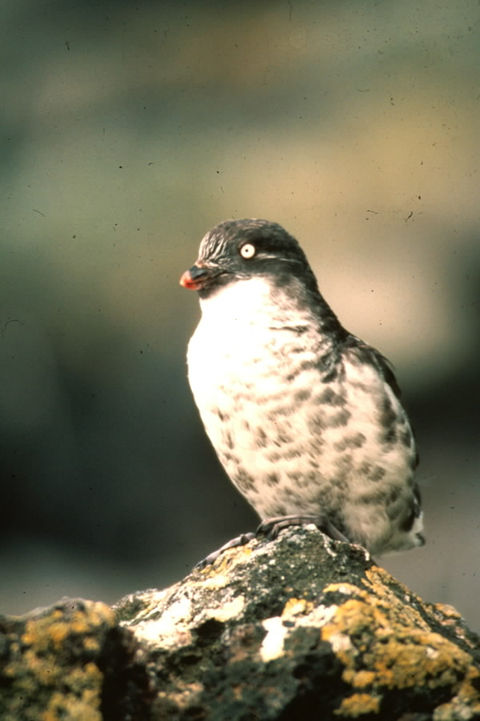
Dwergalk (Aethia pusilla)
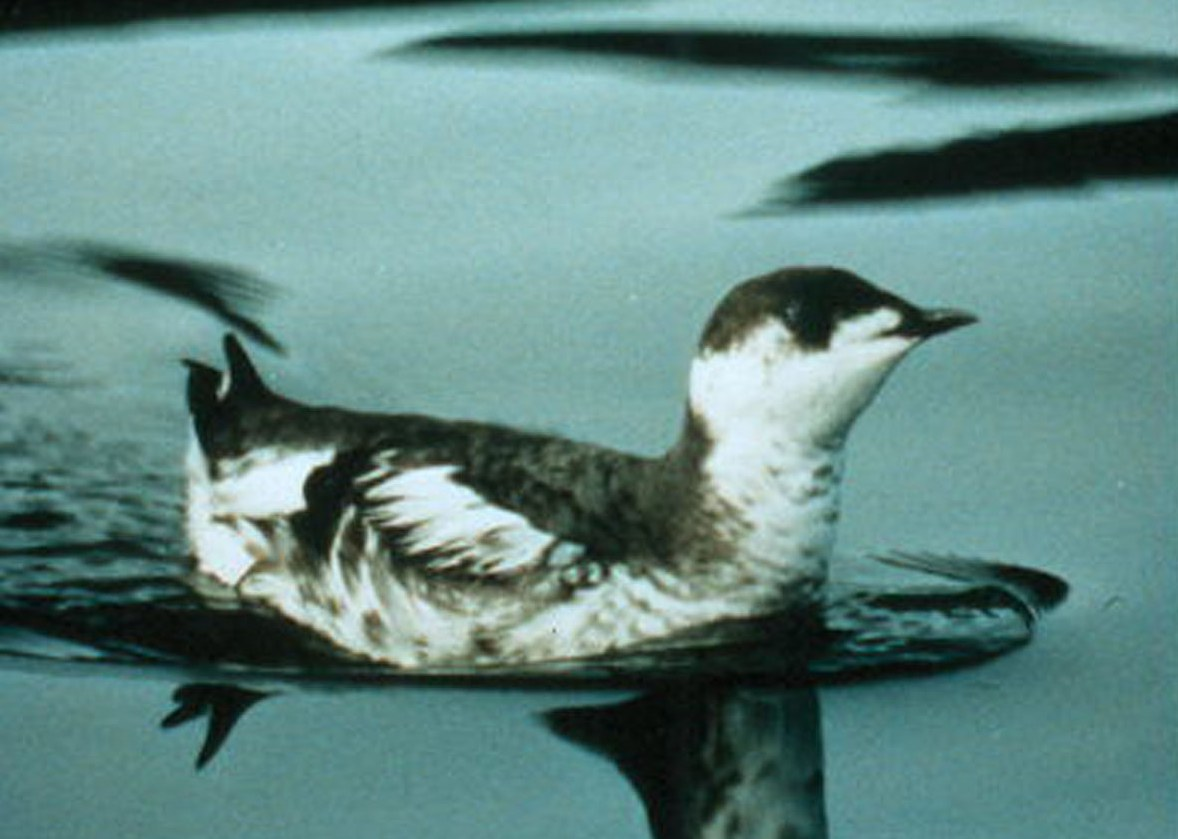
Marmeralk (Brachyramphus marmoratus)

Vechtkwartels · Jacana's · Goudsnippen · Krabplevieren · Scholeksters · Ibissnavels · Steltkluten en kluten · Grielen · Renvogels en vorkstaartplevieren · Kieviten en plevieren · Magelhaenplevieren · Strandlopers en snippen · Kwartelsnippen · Trapvechtkwartels · Goudsnippen · IJshoenders · Jagers ·Pluvianidae (krokodilwachter) · Meeuwen, schaarbekken en sterns · Alken